# Discographie d'Alain Chamfort
Cette page regroupe la discographie d'Alain Chamfort.

## Albums

### Albums à l'étranger
- Liste non exhaustive des albums sortis au Canada ou au Japon.

### Compilations
- Liste non exhaustive des compilations sorties depuis 1975.

## 45 tours et CD single: 1968-2015

### Les années 1960-1970
- Maisons de disques : Odeon-EMI-Pathé-Marconi en 1968-1970, Disques Flèche-Phonogram de 1972 à 1975, CBS Inc. de 1976 à 1979.

Les 45 tours de 1968 à 1970 sont publiés sous le nom d'Alain Le Govic, véritable patronyme d'Alain Chamfort.
| Année | Face A / Face B                                                         | Classement | Classement | Ventes  | Album                                                 |
| Année | Face A / Face B                                                         | FR         | BEL,       | Ventes  | Album                                                 |
| ----- | ----------------------------------------------------------------------- | ---------- | ---------- | ------- | ----------------------------------------------------- |
| 1968  | Ce n'est qu'un rêve - L'harmonica / La semaine - Sur l'étoile où je vis | —          | —          | NC      | 45 tours seulement                                    |
| 1969  | J'aime la vie / Dans les jardins de Babylone                            | —          | —          | NC      | 45 tours seulement                                    |
| 1969  | Locmariaquer / Favelas                                                  | —          | —          | NC      | 45 tours seulement                                    |
| 1970  | Le chemin du château / Tu dors sous la pluie                            | —          | —          | NC      | 45 tours seulement                                    |
| 1972  | Dans les ruisseaux / Le train de Moscou                                 | —          | —          | 80 000  | Je pense à elle, elle pense à moi - L'amour en France |
| 1972  | Signe de vie, signe d'amour / Je t'appelle mélancolie                   | 7          | 11         | 250 000 | Je pense à elle, elle pense à moi - L'amour en France |
| 1973  | L'amour en France / Adresse inconnue, retour à l'envoyeur               | 9          | 6          | 250 000 | Je pense à elle, elle pense à moi - L'amour en France |
| 1973  | Je pense à elle, elle pense à moi / Ma leçon d'amour                    | 11         | 12         | 100 000 | Je pense à elle, elle pense à moi - L'amour en France |
| 1973  | L'amour n'est pas une chanson / L'amour en stationnement                | 35         | 34         | 50 000  | Je pense à elle, elle pense à moi - L'amour en France |
| 1974  | Adieu mon bébé chanteur / Harmonie sur la ville                         | 5          | 3          | 250 000 | 45 tours seulement                                    |
| 1974  | Madona, Madona / Un coin de vie                                         | 10         | 3          | 150 000 | 45 tours seulement                                    |
| 1975  | La musique du samedi / C'est toujours peut-être                         | 42         | 19         | NC      | 45 tours seulement                                    |
| 1975  | Le temps qui court / Le jeune boxeur                                    | 40         | 42         | 80 000  | 45 tours seulement                                    |
| 1976  | Mariage à l'essai / La danse c'est naturel                              | 22         | 13         | 75 000  | Mariage à l'essai                                     |
| 1977  | Comme si c'était hier / À quelques heures de Nancy                      | 45         | —          | NC      | Mariage à l'essai                                     |
| 1977  | Joujou à la casse / Privé                                               | 35         | —          | NC      | Rock'n rose                                           |
| 1978  | Seul à la fin / Danse, danse comme ça                                   | 44         | —          | NC      | 45 tours seulement                                    |
| 1979  | Manureva / Béguine                                                      | 2          | —          | 700 000 | Poses                                                 |

### Les années 1980-1990
- Maison de disques : CBS Inc. de 1980 à 1991. Au sein de CBS, il intègre en 1990 sa filiale Columbia. CBS change de nom après son rachat par Sony en 1991. De 1991 à 1999, il fait partie de Sony Music, le chanteur intègre notamment sa filiale nommée Epic dès l'année 1992.

| Année | Face A / Face B et CD Single                                                                            | Classement | Ventes  | Album                   |
| Année | Face A / Face B et CD Single                                                                            | FR         | FR      | Album                   |
| ----- | --- | ---------- | ------- | ----------------------- |
| 1980  | Géant / Démodé                                                                                          | 16         | 150 000 | Poses                   |
| 1980  | Palais Royal / Toute la ville en parle                                                                  | 45         | 42 000  | Poses                   |
| 1981  | Bambou / Poupée, poupée                                                                                 | 15         | 200 000 | Amour année zéro        |
| 1981  | Paradis / Baby boum                                                                                     | 22         | 80 000  | Amour année zéro        |
| 1982  | Chasseur d'ivoire / Amour, année zéro                                                                   | 36         | 50 000  | Amour année zéro        |
| 1983  | Bons baisers d'ici / Sorcier                                                                            | 42         | 80 000  | Secrets glacés          |
| 1984  | Rendez-vous... / Les jours de moisson                                                                   | 40         | 80 000  | Secrets glacés          |
| 1985  | L'infidèle / 7 amazones                                                                                 | —          | NC      | Secrets glacés          |
| 1986  | Traces de toi / La fièvre dans le sang                                                                  | 29         | 100 000 | Tendres Fièvres         |
| 1986  | La fièvre dans le sang / Traces de toi                                                                  | 36         | NC      | Tendres Fièvres         |
| 1987  | Revenir avec vous / J'entends tout                                                                      | —          | NC      | Tendres Fièvres         |
| 1987  | Déchaîne-moi (Version remixée) (Can't Get Enough Of Your Love Baby) / 7 amazones                        | —          | NC      | Tendres Fièvres         |
| 1988  | Le plus grand chapiteau du monde (live) / Chasseur d'ivoire (live)                                      | —          | NC      | Double vie              |
| 1988  | Amour, année zéro (live) / Medley : Adieu mon bébé chanteur-Madona, Madona-C'est la même chanson (live) | —          | NC      | Double vie              |
| 1990  | Souris puisque c'est grave (Version edit) / Lisa rougit                                                 | 38         | 40 000  | Trouble                 |
| 1990  | L'amour samplé (dis-le moi...) (Version edit) / Noctambule                                              | —          | NC      | Trouble                 |
| 1991  | Ce ne sera pas moi / Lisa rougit                                                                        | —          | NC      | Trouble                 |
| 1993  | L'ennemi dans la glace (Edit radio) / Sophie et Sapho                                                   | —          | NC      | Neuf                    |
| 1993  | Mens / Chasseur d'ivoire                                                                                | —          | NC      | Neuf                    |
| 1994  | Clara veut la Lune / Palais Royal (Version acoustique avec Steve Nieve)                                 | —          | NC      | Neuf                    |
| 1995  | Vu du ciel (cd 1 titre)                                                                                 | —          | NC      | Entre sourire et larmes |
| 1997  | Qu'est-ce que t'as fait d'mes idées noires ? / Ma faiblesse est la plus forte                           | —          | NC      | Personne n'est parfait  |
| 1997  | Tombouctou (Radio edit) / Plus douce sera la chute                                                      | —          | NC      | Personne n'est parfait  |
| 1998  | Les majorettes / Ce piano est à vendre                                                                  | —          | NC      | Personne n'est parfait  |

### Les années 2000-2010
- Maisons de disques : Sony Music de 2000 à 2003, Delabel en 2003, XII Bis Records-Tessland en 2004-2008, Tessland-Pierre&eau en 2010, Fontana-Mercury en 2011-2012 et Pias-Le Label depuis 2014.

| Année | CD Single                                    | Classement | Classement | Album                                        |
| Année | CD Single                                    | FR,        | BEL        | Album                                        |
| ----- | -------------------------------------------- | ---------- | ---------- | -------------------------------------------- |
| 2000  | Ce n'est que moi / Vu du ciel                | —          | —          | Ce n'est que moi                             |
| 2000  | Ça ne fait rien / Neuf                       | —          | —          | Ce n'est que moi                             |
| 2003  | Le grand retour (CD 1 titre)                 | —          | —          | Le plaisir                                   |
| 2003  | Sinatra (live) (CD 1 titre)                  | —          | —          | Le plaisir                                   |
| 2004  | Les spécialistes (CD 1 titre)                | —          | —          | Le plaisir                                   |
| 2004  | Les beaux yeux de Laure (CD 1 titre)         | —          | —          | Le plaisir                                   |
| 2005  | Le grand retour (version live)               | —          | —          | Impromptu dans les jardins du Luxembourg     |
| 2010  | À la droite de Dior (CD 1 titre)             | —          | —          | Une vie Saint Laurent                        |
| 2010  | Les muses (CD 1 titre)                       | —          | —          | Une vie Saint Laurent                        |
| 2012  | Bambou (avec Camélia Jordana)                | —          | —          | Elles et Lui                                 |
| 2012  | Souris puisque c'est grave (avec Inna Modja) | —          | —          | Elles et Lui                                 |
| 2015  | Joy                                          | —          | —          | Alain Chamfort                               |
| 2015  | Concours de circonstances                    | —          | —          | Alain Chamfort                               |
| 2016  | Bambou (Pilooski / Jayvich Reprise)          | 128        | —          | Versions revisitées                          |
| 2018  | Exister                                      | —          | —          | Le désordre des choses                       |
| 2018  | Les microsillons                             | 148        | —          | Le désordre des choses                       |
| 2018  | Tout est pop                                 | 176        | —          | Le désordre des choses                       |
| 2018  | En attendant                                 | —          | —          | Le désordre des choses                       |
| 2024  | Whisky Glace (avec Sébastien Tellier)        | —          | —          | Alain Chamfort produit par Sébastien Tellier |
| 2024  | La Grâce                                     | —          | —          | L'Impermanence                               |

### 45 tours étrangers
Liste non exhaustive des 45 tours sortis à l'étranger avec Face A et Face B.
- 1970 - Eine rose so wunderschön wie dunote / Liebe auf den ersten blick (Celeste) (Allemagne)
- 1975 - Bonjour Omemesan / Bonjour Omemesan (Version instrumentale) (Japon)
- 1975 - Madona, Madona / Je pense à elle, elle pense à moi (Belgique)
- 1975 - Un coin de vie / Harmonie sur la ville (Canada)
- 1977 - Privé / Disc-Jockey (Grèce)
- 1978 - Rock 'n rose / Lucette et Lucie (Pays-Bas)
- 1979 - La musique du samedi / Je pense à elle, elle pense à moi (Canada)
- 1980 - Manureva / Béguine (Espagne)

## Classements et ventes des albums
Albums studio
| Année | Album                  | Classements | Classements | Classements | Ventes et certifications |
| Année | Album                  | ,           | [ 25 ]      | ,           | Ventes et certifications |
| ----- | ---------------------- | ----------- | ----------- | ----------- | ------------------------ |
| 1973  | L'Amour en France      |             |             | —           |                          |
| 1976  | Mariage à l'essai      |             |             | —           | 75 000                   |
| 1977  | Rock'n rose            |             |             | —           | 75 000                   |
| 1979  | Poses                  |             |             | —           | 75 000                   |
| 1981  | Amour année zéro       |             |             | —           | 50 000                   |
| 1983  | Secrets glacés         |             |             | —           |                          |
| 1986  | Tendres Fièvres        | 22          |             | —           | 100 000 · Or             |
| 1990  | Trouble                | 25          |             | —           |                          |
| 1997  | Personne n'est parfait | 50          | —           | —           |                          |
| 2003  | Le Plaisir             | 20          | 12          | —           |                          |
| 2010  | Une vie Saint Laurent  | 4           | —           | —           | 8 000                    |
| 2012  | Elles et Lui           | 14          | 10          | 43          |                          |
| 2015  | Alain Chamfort         | 16          | 12          | —           | 15 000                   |
| 2018  | Le désordre des choses | 12          | 9           | 33          |                          |
| 2024  | L'Impermanence         | 16          | 6           | 21          |                          |

Albums live
| Année | Album                                    | Classements |
| Année | Album                                    | [ 24 ]      |
| ----- | ---------------------------------------- | ----------- |
| 2005  | Impromptu dans les jardins du Luxembourg | 138         |

Compilations
| Année | Album                        | Classements | Classements |
| Année | Album                        | [ 24 ]      | [ 25 ]      |
| ----- | ---------------------------- | ----------- | ----------- |
| 2000  | Ce n'est que moi             | 10          | 13          |
| 2006  | Le chemin est le bonheur     | 24          | —           |
| 2016  | Le meilleur d'Alain Chamfort | 52          | 36          |

Les cases grisées signifient que les classements de ce pays n'existaient pas lors de la sortie du disque ou que ceux-ci sont indisponibles.